# Johan Halvorsen
Johan Halvorsen (15. března 1864, Drammen – 4. prosince 1935, Oslo) byl norský hudební skladatel, dirigent a houslista. Jeho skladby byly rozvinutím národní romantické tradice reprezentované Edvardem Griegem. Byl nejen Griegův obdivovatel, následovník a spolupracovník, který například upravil některá jeho klavírní díla, jako například pohřební pochod, který se hrál na Griegově pohřbu. Oženil se dokonce do jeho rodiny, když si vzal Griegovu neteř. Jeho nejznámějšími díly jsou Bojarenes inntogsmarsj (Vstupní pochod Bojarů), Passacaglia a Bergensiana.

## Život
Byl již od útlého věku vynikajícím houslistou. V roce 1882 debutoval jako houslista v Drammenu. Své hudební vzdělání získal v Kristianii (nyní Oslo) a Stockholmu (u Johana Lindberga a Conrada Nordquista). Nejprve byl koncertním mistrem v Bergenu, poté nastoupil do Lipského Gewandhaus Orchestra. Následně se stal koncertním mistrem v Aberdeenu, poté profesorem hudby v Helsinkách a nakonec se stal opět studentem v Petrohradě, Lipsku (u Adolfa Brodského), Berlíně (u Adolfa Beckera) a Lutychu (u Césara Thomsona). Po návratu do Norska v roce 1893 působil jako dirigent divadelního orchestru v Den Nationale Scene v Bergenu a u bergenských filharmoniků. V roce 1885 se stal koncertním mistrem Bergenské filharmonie a v roce 1893 jejím hlavním dirigentem. V roce 1899 byl jmenován dirigentem orchestru v nově otevřeném Národním divadle v Kristianii, tuto funkci zastával 30 let až do svého odchodu do důchodu v roce 1929. Během svého působení v divadle uvedl řadu oper a dirigoval přes 200 symfonických koncertů. Zde také napsal scénickou hudbu pro více než 30 divadelních her, zhusta Shakespearových. Po opuštění Národního divadla se soustředil na komponování, dokončil tři své symfonie i své Norské rapsodie.

## Dílo
Na začátku roku 2016 knihovníci Torontské univerzity oznámili, že našli rukopisnou partituru jeho houslového koncertu (op. 28), který byl v roce 1909 proveden pouze třikrát a byl považován za ztracený. Kus se tak dočkal čtvrtého uvedení o 107 let později, ve Stavangerském koncertním sále, houslistou Henningem Kraggerudem a Norským komorním orchestrem s Bjartem Engesetem jako dirigentem.
Norský muzikolog Martin Anderson o jeho hudbě napsal: "Ačkoli občas působí bombasticky až kýčovitě, má základní důstojnost, která ji chrání".